# José María Carrero
José María Carrero Marín fue un actor, y director de doblaje español.
Estudió en la Real Escuela Superior de Arte Dramático de Madrid. Además de sus papeles como actor de voz en series de animación y videojuegos llegados a España, tuvo algunos pequeños papeles en televisión, como en la serie Médico de Familia, donde apareció en el episodio 9 de la primera temporada, titulado "Un beso en la boca". También dobló a varios extras no hispanohablantes de la serie de TV de Alatriste. Trabajó en estudios de doblaje a videojuegos como DL Multimedia, Pink Noise, Taller de Sonido, Synthesis Iberia, como películas o series en el desaparecido estudio Cinearte en centro Madrid y Animes en Arait Multimedia, en especial por ser el director de la saga Digimon, Magical Doremi, Inazuma Eleven, o Winx Club entre otros.

## Series de doblaje
- Capitán Harlock en Captain Harlock.
- Heiji Hattori y Kaito Kid en Detective Conan.
- Joe Kido y Tentomon en Digimon y Digimon 02.
- Mitsuo Yamaki en Digimon 3.
- Mercurymon y LordKnightmon en Digimon Frontier.
- Neon Hanamura y Suguru Daimon en Digimon Data Squad.
- Gafitas en Hamtaro.
- Vato Falman en Fullmetal Alchemist.
- Goemon Ishikawa III en Lupin III.
- Fujio Kashikoi en Magical Doremi.
- Mark Lenders/Kojiro Hyuga en Oliver y Benji.
- Portgas D. Ace en One Piece.
- Drew en Rugrats.
- Seishiro en Tsubasa: Crónicas de Sakura.
- Brandon en Winx Club.
- Megane(Gafitas) en Lum la chica invasora.
- Hurley en Inazuma Eleven.
- Zanark en Inazuma Eleven .